# Haematologica
Haematologica – The Hematology Journal, abgekürzt Haematol. – Hematol. J., ist eine wissenschaftliche Fachzeitschrift, die vom Ferrata-Storti-Foundation-Verlag veröffentlicht wird. Die Zeitschrift wurde im Jahr 1920 von Adolfo Ferrata gegründet und erscheint derzeit monatlich. Im Jahr 2005 fusionierte die Zeitschrift mit The Hematology Journal. Sie ist das offizielle Publikationsorgan folgender wissenschaftlicher Gesellschaften:
- European Hematology Association (EHA)
- European Association of Haematopathology (EAHP)
- Italian Society of Hematology (SIE)
- Spanish Society of Hematology and Hemotherapy (SEHH)
- Italian Society of Experimental Hematology (SIES)

Es werden Arbeiten aus allen Bereichen der Forschung und klinischen Studien auf dem Gebiet der Hämatologie veröffentlicht. Der online-Zugang zu den Ausgaben ist frei.
Der Impact Factor lag im Jahr 2021 bei 11,047. Nach der Statistik des ISI Web of Knowledge wird das Journal mit diesem Impact Factor in der Kategorie Hämatologie an achter Stelle von 78 Zeitschriften geführt.
Chefherausgeber ist Jan Cools (KU Löwen, Belgien).